# Matilde d'Anglaterra
Matilde d'Anglaterra (vers 7 de febrer de 1102-10 de setembre de 1167), coneguda com a emperadriu Matilde (en francès: Mathilde o Mahaut l'emperesse, en anglès: Empress Matilda o Maud), va ser filla del rei Enric I d'Anglaterra i reina consort de l'emperador romanogermànic Enric V. El seu pare la va designar hereva al tron anglès, però la noblesa no li donà suport i preferí coronar Esteve de Blois.
La disputa entre els seus partidaris i els d'Esteve van portar a Anglaterra anys de guerra civil i desgovern coneguts com l'Anarquia. Matilde va aconseguir el poder durant uns mesos, d'abril a novembre de 1141, però la manca de suport la va forçar a abandonar Gran Bretanya. Gràcies a les campanyes del seu segon espòs Jofré V d'Anjou va assegurar-se el ducat de Normandia, i va viure per veure el seu fill Enric al tron d'Anglaterra.

## Biografia

### Primer matrimoni: emperadriu
Matilde nasqué el 1102, filla del rei d'Anglaterra Enric I i la seva esposa Matilde d'Escòcia. Quan tenia set anys, va ser promesa a l'emperador del Sacre Imperi Romanogermànic Enric V, i dos anys més tard se la va enviar a Alemanya per preparar-se per convertir-se en emperadriu consort.
El casament va tenir lloc quan ella tenia dotze anys, el 7 de gener de 1114, a Worms. L'emperadriu va gaudir de l'acceptació dels seus súbdits, però el matrimoni no va tenir fills i Enric va morir l'any 1125.
Amb 23 anys, la jove vídua va tornar a Anglaterra. El seu germà Guillem havia mort el 1120 en el naufragi de la Nau Blanca, i el seu pare Enric va decidir nomenar-la hereva al tron d'Anglaterra i al ducat de Normandia. Enric va fer que els seus principals barons juressin acceptar-la com a reina a la seva mort, incloent-hi el seu nebot i potencial alternativa masculina al tron, Esteve de Blois.

### Segon matrimoni: comtessa d'Anjou
Per assegurar la continuïtat de la seva línia, Enric va buscar un segon matrimoni per a Matilde. Intentant d'aconseguir la pau entre els barons de Normandia i els d'Anjou, va casar-la el 17 de juny de 1128 amb l'hereu del comtat Jofré d'Anjou. Jofré tenia sols quinze anys i onze menys que Matilde.
L'any següent Jofré heredava el comtat d'Anjou. Jofré es feia anomenar «Plantagenet», ja que va adoptar com a emblema personal una planta de ginesta (planta genista), i aquest fou el nom que es donaria a la dinastia que ell i Matilde iniciarien. El fill més gran, Enric, nasqué el 5 de març de 1133. Un any després nasqué Jofré i el 1136 Guillem.

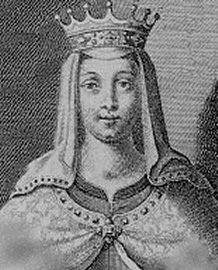
Representació de l'emperadriu Matilde

### La guerra contra Esteve de Blois
A la mort del seu pare, l'1 de desembre de 1135, Matilde es trobava amb el seu marit a Anjou. Aquest fet fou aprofitat per Esteve de Blois, que aprofitant les reticències que els principals barons tenien a ser governats per una dona i l'animadversió dels nobles normands envers la casa d'Anjou, va afanyar-se a anar a Londres i proclamar-se rei. La majoria dels barons li van donar suport, trencant el jurament fet al difunt rei.
Esteve va intentar assegurar-se també el control de Normandia, però Matilde i el seu marit van iniciar una sèrie de campanyes militars i van aconseguir assegurar-se el ducat. L'any 1139, quan van considerar que ja tenien Normandia sota control, van posar en marxa la invasió d'Anglaterra i la guerra oberta contra Esteve.
La guerra civil anglesa entre els partidaris de Matilde i d'Esteve va ser llarga i cruenta, i cap de les dues parts hi aconseguí una posició còmoda. Aquest llarg període de caos i desgovern fou conegut com "l'Anarquia". Durant la guerra, el principal comandant per part de Matilde va ser el seu mig germà bastard, Robert de Gloucester.
El triomf més important de Matilde va arribar l'abril de 1141, quan les seves forces van capturar el rei Esteve en la Batalla de Lincoln. Esteve va ser empresonat i deposat, i es convertí Matilde en reina de facto (tot i que mai arribà a ser coronada, i per aquest motiu és omesa en algunes llistes de reis).
Però el seu avantatge sols va durar uns mesos. Quan es dirigia a Londres per ser coronada, va refusar la demanda dels seus ciutadans de reduir-los els impostos a la meitat. Per això el 24 de juny de 1141 es va trobar les portes de la ciutat tancades, i la guerra civil va ressorgir. Esteve ja estava lliure, ja que Robert de Gloucester havia estat capturat i la reina havia acordat un intercanvi de presoners. La sort de la guerra va canviar i Matilde fou assetjada a Oxford, d'on va haver de fugir vestida de blanc caminant per la neu. Durant un temps es refugià a Wallingford, i després de la mort de Robert de Gloucester, el 1148, va abandonar Anglaterra i va tornar amb el seu marit a Normandia.

### Darrers anys
Tot i que Matilde havia perdut la guerra civil, el regnat d'Esteve era inestable i el fill de Matilde es convertia en un cap militar d'èxits a mesura que es feia gran. Precisament, el 1153, el desembarcament d'Enric Plantagenet a Anglaterra en un nou intent de conquerir el regne va coincidir amb la mort del fill d'Esteve, Eustaqui. Aquests fets van portar Esteve a signar el tractat de Wallingford, pel qual aconseguia la pau a canvi de reconèixer Enric com a hereu seu.
L'any següent Esteve moria i Enric era coronat rei. Matilde es va quedar a viure a Normandia, on va establir una cort i va governar el ducat en nom del seu fill.
Matilde va intervenir en les disputes entre els seus dos fills, Enric i Jofré, que havia heretat Anjou i que es va rebel·lar dos cops contra el seu germà gran abans de morir sobtadament el 1158. També va intentar mediar, sense èxit, entre Enric i l'arquebisbe Thomas Becket.
Va morir a Notre Dame du Pré, prop de Rouen, i fou enterrada a l'església de l'abadia de Bec-Hellouin. El 1847, les seves restes foren traslladades a la catedral de Rouen, on se sepultà sota l'epitafi: "Gran per naixement, més gran per matrimoni, i encara més gran per descendència: aquí resta Matilde, la filla, l'esposa, i la mare d'Enric."

## Família

### Avantpassats

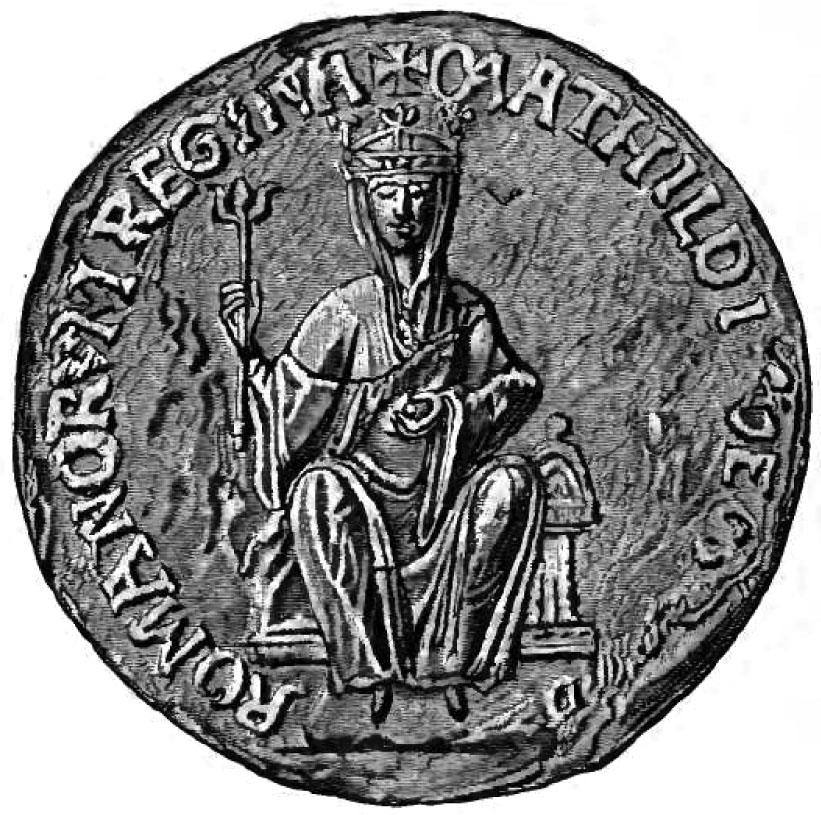
Segell de Matilde amb la inscripció MATHILDIS DEI GRACIA ROMANORUM REGINA

|  |                              |  |  |  |  |  |  |  |  |  |  |  |  |  |  |  |
|  | 16. Ricard II de Normandia   |  |  |  |  |  |  |  |  |  |  |  |  |  |  |  |
|  |                              |  |  |  |  |  |  |  |  |  |  |  |  |  |  |  |
|  |                              |  |  |  |  |  |  |  |  |  |  |  |  |  |  |  |
|  | 8. Robert I de Normandia     |  |  |  |  |  |  |  |  |  |  |  |  |  |  |  |
|  |                              |  |  |  |  |  |  |  |  |  |  |  |  |  |  |  |
|  |                              |  |  |  |  |  |  |  |  |  |  |  |  |  |  |  |
|  | 17. Judit de Bretanya        |  |  |  |  |  |  |  |  |  |  |  |  |  |  |  |
|  |                              |  |  |  |  |  |  |  |  |  |  |  |  |  |  |  |
|  |                              |  |  |  |  |  |  |  |  |  |  |  |  |  |  |  |
|  | 4. Guillem I el Conqueridor  |  |  |  |  |  |  |  |  |  |  |  |  |  |  |  |
|  |                              |  |  |  |  |  |  |  |  |  |  |  |  |  |  |  |
|  |                              |  |  |  |  |  |  |  |  |  |  |  |  |  |  |  |
|  | 18. Fulbert de Falaise       |  |  |  |  |  |  |  |  |  |  |  |  |  |  |  |
|  |                              |  |  |  |  |  |  |  |  |  |  |  |  |  |  |  |
|  |                              |  |  |  |  |  |  |  |  |  |  |  |  |  |  |  |
|  | 9. Arlette de Falaise        |  |  |  |  |  |  |  |  |  |  |  |  |  |  |  |
|  |                              |  |  |  |  |  |  |  |  |  |  |  |  |  |  |  |
|  |                              |  |  |  |  |  |  |  |  |  |  |  |  |  |  |  |
|  | 2. Enric I d'Anglaterra      |  |  |  |  |  |  |  |  |  |  |  |  |  |  |  |
|  |                              |  |  |  |  |  |  |  |  |  |  |  |  |  |  |  |
|  |                              |  |  |  |  |  |  |  |  |  |  |  |  |  |  |  |
|  | 20. Balduí IV de Flandes     |  |  |  |  |  |  |  |  |  |  |  |  |  |  |  |
|  |                              |  |  |  |  |  |  |  |  |  |  |  |  |  |  |  |
|  |                              |  |  |  |  |  |  |  |  |  |  |  |  |  |  |  |
|  | 10. Balduí V de Flandes      |  |  |  |  |  |  |  |  |  |  |  |  |  |  |  |
|  |                              |  |  |  |  |  |  |  |  |  |  |  |  |  |  |  |
|  |                              |  |  |  |  |  |  |  |  |  |  |  |  |  |  |  |
|  | 21. Ogiva de Luxemburg       |  |  |  |  |  |  |  |  |  |  |  |  |  |  |  |
|  |                              |  |  |  |  |  |  |  |  |  |  |  |  |  |  |  |
|  |                              |  |  |  |  |  |  |  |  |  |  |  |  |  |  |  |
|  | 5. Matilde de Flandes        |  |  |  |  |  |  |  |  |  |  |  |  |  |  |  |
|  |                              |  |  |  |  |  |  |  |  |  |  |  |  |  |  |  |
|  |                              |  |  |  |  |  |  |  |  |  |  |  |  |  |  |  |
|  | 22. Robert II de França      |  |  |  |  |  |  |  |  |  |  |  |  |  |  |  |
|  |                              |  |  |  |  |  |  |  |  |  |  |  |  |  |  |  |
|  |                              |  |  |  |  |  |  |  |  |  |  |  |  |  |  |  |
|  | 11. Adela de França          |  |  |  |  |  |  |  |  |  |  |  |  |  |  |  |
|  |                              |  |  |  |  |  |  |  |  |  |  |  |  |  |  |  |
|  |                              |  |  |  |  |  |  |  |  |  |  |  |  |  |  |  |
|  | 23. Constança d'Arles        |  |  |  |  |  |  |  |  |  |  |  |  |  |  |  |
|  |                              |  |  |  |  |  |  |  |  |  |  |  |  |  |  |  |
|  |                              |  |  |  |  |  |  |  |  |  |  |  |  |  |  |  |
|  | 1. Matilde d'Anglaterra      |  |  |  |  |  |  |  |  |  |  |  |  |  |  |  |
|  |                              |  |  |  |  |  |  |  |  |  |  |  |  |  |  |  |
|  |                              |  |  |  |  |  |  |  |  |  |  |  |  |  |  |  |
|  | 24. Crínán de Dunkeld        |  |  |  |  |  |  |  |  |  |  |  |  |  |  |  |
|  |                              |  |  |  |  |  |  |  |  |  |  |  |  |  |  |  |
|  |                              |  |  |  |  |  |  |  |  |  |  |  |  |  |  |  |
|  | 12. Duncan I d'Escòcia       |  |  |  |  |  |  |  |  |  |  |  |  |  |  |  |
|  |                              |  |  |  |  |  |  |  |  |  |  |  |  |  |  |  |
|  |                              |  |  |  |  |  |  |  |  |  |  |  |  |  |  |  |
|  | 25. Bethóc                   |  |  |  |  |  |  |  |  |  |  |  |  |  |  |  |
|  |                              |  |  |  |  |  |  |  |  |  |  |  |  |  |  |  |
|  |                              |  |  |  |  |  |  |  |  |  |  |  |  |  |  |  |
|  | 6. Malcolm III d'Escòcia     |  |  |  |  |  |  |  |  |  |  |  |  |  |  |  |
|  |                              |  |  |  |  |  |  |  |  |  |  |  |  |  |  |  |
|  |                              |  |  |  |  |  |  |  |  |  |  |  |  |  |  |  |
|  | 13. Suthen                   |  |  |  |  |  |  |  |  |  |  |  |  |  |  |  |
|  |                              |  |  |  |  |  |  |  |  |  |  |  |  |  |  |  |
|  |                              |  |  |  |  |  |  |  |  |  |  |  |  |  |  |  |
|  | 3. Matilde d'Escòcia         |  |  |  |  |  |  |  |  |  |  |  |  |  |  |  |
|  |                              |  |  |  |  |  |  |  |  |  |  |  |  |  |  |  |
|  |                              |  |  |  |  |  |  |  |  |  |  |  |  |  |  |  |
|  | 28. Edmund II Ironside       |  |  |  |  |  |  |  |  |  |  |  |  |  |  |  |
|  |                              |  |  |  |  |  |  |  |  |  |  |  |  |  |  |  |
|  |                              |  |  |  |  |  |  |  |  |  |  |  |  |  |  |  |
|  | 14. Eduard l'Exiliat         |  |  |  |  |  |  |  |  |  |  |  |  |  |  |  |
|  |                              |  |  |  |  |  |  |  |  |  |  |  |  |  |  |  |
|  |                              |  |  |  |  |  |  |  |  |  |  |  |  |  |  |  |
|  | 29. Ealdgyth                 |  |  |  |  |  |  |  |  |  |  |  |  |  |  |  |
|  |                              |  |  |  |  |  |  |  |  |  |  |  |  |  |  |  |
|  |                              |  |  |  |  |  |  |  |  |  |  |  |  |  |  |  |
|  | 7. Santa Margarida d'Escòcia |  |  |  |  |  |  |  |  |  |  |  |  |  |  |  |
|  |                              |  |  |  |  |  |  |  |  |  |  |  |  |  |  |  |
|  |                              |  |  |  |  |  |  |  |  |  |  |  |  |  |  |  |
|  | 15. Àgata                    |  |  |  |  |  |  |  |  |  |  |  |  |  |  |  |
|  |                              |  |  |  |  |  |  |  |  |  |  |  |  |  |  |  |
|  |                              |  |  |  |  |  |  |  |  |  |  |  |  |  |  |  |

### Núpcies i descendents
- En primeres núpcies, Matilde es casà amb Enric V del Sacre Imperi romanogermànic (1081-1125) a la ciutat de Magúncia, el 7 de gener de 1114. El matrimoni no tingué descendència.

- En segones núpcies, es casà amb Jofré V d'Anjou (1113-1151) a Le Mans, el 17 de juny de 1128. De la unió nasqueren tres fills:
  - Enric (1133-1189), futur comte d'Anjou, de Maine i de Poitiers, duc de Normandia i d'Aquitània, i rei d'Anglaterra.
  - Jofré (1134-1158), futur comte d'Anjou, de Maine i de Nantes.
  - Guillem (1136-1164), futur comte de Poitiers.